# Heterocercus linteatus
Heterocercus linteatus là một loài chim trong họ Pipridae.